# Myrcia dealbata
Myrcia dealbata är en myrtenväxtart som beskrevs av Dc.. Myrcia dealbata ingår i släktet Myrcia och familjen myrtenväxter. Inga underarter finns listade i Catalogue of Life.